# خانه پیرمرادی
خانه پیر مرادی در محله قدیمی چهار باغ سنندج ضلع شمال خاوری بازار سرپوشیده واقع است. این بنا از آثار دوره قاجاریه است و با مساحت ۴۵۰ متر مربع دارای حیاط چهارگوش با بناهای دو اشکوب و یک اشکوب، راهرو، اتاق‌های تو در تو و لنگه چوبی و نمای جنوبی – خاوری است. نماسازی آجری، طاق و قوس نیم دایره، ستون نما با شعله و مشعل نما، گچ بری برجسته از مهم‌ترین ویژگی‌های این بنا است.